# Sabrina Fiordelmondo
Sabrina Fiordelmondo (Roma, 2 maggio 1969) è una allenatrice italiana di pattinaggio su ghiaccio e pattinaggio di figura in linea.

## Biografia
Inizia la sua carriera come allenatrice nel 1986 dopo un passato come pattinatrice sul ghiaccio, consegue nel 2017 la qualifica di tecnico di IV Livello Europeo CONI, Tecnico di IV° Livello FISG e Tecnico di III° Livello FISR.  Allena atlete di livello internazionale. È l'allenatrice della campionessa Italiana di pattinaggio artistico in linea Chiara Censori medaglia d'oro ai mondiali World Rolling Skates 2019 di Barcellona.